# Siège de Condé (1793)
Guerre de la Première Coalition
Batailles
Le siège de Condé, qui se déroule du 8 avril au 12 juillet 1793, oppose les forces autrichiennes et les royalistes français commandés par le duc Ferdinand à la garnison française sous le commandement de Jean Nestor de Chancel.

## Contexte
Lille, Condé et Maubeuge furent tout à la fois menacés par l'armée des coalisés, qui entra sur le territoire français après la défection de Dumouriez. Le 9 avril, ils repoussèrent tous les avant-postes de Condé, et investirent la ville.

## Le siège
Le général Chancel, avec quatre mille hommes qu'il commandait, s'y défendait courageusement. Mais, malgré tous ses efforts, il fut forcé de se replier dans toutes les sorties vigoureuses qu'il tenta.
Le général Dampierre, cherchant à secourir Condé, livre des combats sans nombre aux environs de l'abbaye de Vicoigne et dans les bois de Raismes, mais il ne fut pas plus heureux, et succomba. 
La garnison de la place donna des preuves d'un dévouement, en supportant, pendant près de trois mois les plus dures privations. De graves maladies se joignirent à ces fatigues continuelles. Depuis six semaines les soldats, qui ne recevaient aucune solde, étaient réduits à une ration journalière de onze onces de pain, deux onces de cheval, une once de riz et un tiers d'once de suif. Cependant, recueillant toutes leurs forces, continuellement ils tiraient sur l'ennemi, repoussaient ses entreprises, et faisaient des sorties extrêmement pénibles.
Le 6 juillet les généraux se rassemblent, cherchent encore s'ils ne trouveront pas un moyen de faire retirer les Autrichiens. Il restait à peine des vivres pour deux jours. Enfin, le 12 juillet 1793 cédant à la nécessité, les défenseurs posent les armes et rendent Condé, pour ne pas mourir de faim dans ses murs.

## Conséquences
Les 1er bataillons des 6e régiment (ci-devant Armagnac) et 38e régiments d'infanterie (ci-devant Dauphiné) sont faits prisonniers.